# 3592 Nedbal
3592 Nedbal (1980 CT) là một tiểu hành tinh vành đai chính được phát hiện ngày 15 tháng 2 năm 1980 bởi Z. Vavrova ở Klet.